# Six heures à perdre
Six heures à perdre is een comedy-dramafilm uit 1947 van Alex Joffé en Jean Lévitte.

## Verhaal
Tijdens een treinreis stranden mijnheer en mevrouw de Witt in een klein dorp waar ze zes uur dienen te wachten op een aansluitende trein. Om de tijd te doden besluiten ze het dorp te gaan verkennen, waar de dorpelingen zitten te wachten op de komst van een bekend persoon. Mijnheer de Witt blijkt echter op deze persoon te lijken wat tot enkele onfortuinlijke misverstanden leidt.

## Rolverdeling
| Acteur              | Personage       |
| ------------------- | --------------- |
| André Luguet        | Léopold de Witt |
| Denise Grey         | mevrouw de Witt |
| Pierre Larquey      | Joseph          |
| Paulette Dubost     | Annette         |
| Jacqueline Pierreux | Simone          |
| Dany Robin          | Rosy            |
| Robert Seller       | burgemeester    |
| Henri Vilbert       | douanier        |
| Albert Michel       | hotelportier    |
| Louis de Funès      | chauffeur       |